# Distrikt Río Negro
Der Distrikt Río Negro liegt in der Provinz Satipo in der Region Junín in Zentral-Peru. Der Distrikt wurde am 26. März 1965 gegründet. Er hat eine Fläche von 488 km². Beim Zensus 2017 wurden 30.651 Einwohner gezählt. Im Jahr 1993 lag die Einwohnerzahl 18.772, im Jahr 2007 bei 25.981. Sitz der Distriktverwaltung ist die 650 m hoch gelegenen Stadt Río Negro mit 5262 Einwohnern (Stand 2017). Río Negro liegt 5 km nordnordwestlich der Provinzhauptstadt Satipo.

## Geographische Lage
Der Distrikt Río Negro liegt im Nordwesten der Provinz Satipo an der Ostflanke der peruanischen Zentralkordillere. Entlang der westlichen Distriktgrenze verläuft der Río Ipoqui nach Norden, der Río Perené entlang der nördlichen Distriktgrenze nach Osten.
Der Distrikt Río Negro grenzt im Nordwesten an den Distrikt Pichanaqui (Provinz Chanchamayo), im Nordosten an den Distrikt Río Tambo sowie im Südosten und Süden an den Distrikt Satipo.